# Djo Issama
Djo Issama Mpeko est un footballeur international congolais né le 30 avril 1989 à Kinshasa, au Zaïre (aujourd'hui RD Congo) évoluant au poste d'arrière droit au TP Mazembe. Il est formé au club de Lumières Mbandaka et au DC Motema Pembe. En 2011 il est transféré à l'As Vita Club avec lequel il joue 115 matches en 2 ans en marquant un but. Lors de la saison 2013, il signe au Kaburscorp, en Angola. Il joue 17 matches en 2 ans mais il sera blessé. En 2015 il signe au TP Mazembe. Et le 17 novembre 2023 il signe son retour à l'AS Vita Club.

## Palmarès

### En sélection
- RD Congo
  - Coupe d'Afrique des nations :
    - Troisième : 2015.

### Avec le TP Mazembe
- Vainqueur de la Super Coupe du Congo en 2016
- Vainqueur de la Coupe de la confédération 2016 et 2017